# Преподобний Стефан Волинський
Стефан, святитель — єпископ Володимирський (на Волині).

## Молоді роки
Народився біля 1040 р. і, ймовірно, походив із боярського роду (або болгарського, бо зустрічається в деяких джерелах під прізвищем Болгарин).
З молодих літ (із 1060 по 1062 рр.) перебував, відбуваючи подвиг, у Печерському монастирі під керівництвом преподобного Феодосія, у якого був улюбленим учнем. Після постригу в ченці його поставлено начальником хору, або уставщиком.

## Священство
За дорученням преподобного Феодосія в церкві проповідував братії слово Боже. Перед смертю Феодосій, на прохання ченців, у 1074 р. призначив Стефана ігуменом Печерського монастиря, заповідаючи дотримуватися статуту й закінчити будову нової головної мурованої монастирської церкви. Преподобний Стефан розбудував монастир і обгородив його дерев'яною стіною. У 1078 р. за нез'ясованих причин братія виступила проти нього й він був змушений не тільки залишити ігуменство, а й Печерський монастир.

## Будівничий
Тоді свят. Стефан недалеко від цього монастиря на схилі гори біля урочища, що називалося Кловим, за допомогою побожних боярів, заснував новий монастир на честь Покладення Ризи Пресвятої Богородиці у Влахерні. (Цей монастир, відомий під назвою Кловський, проіснував недовго. У 1096 р. половці його цілковито зруйнували під час нападу на Київ). Як ігумен цього монастиря, преподобний Стефан здобув загальну пошану. Тож коли помер єпископ Ілля, його і змінив єп. Стефан І: Київський митрополит Йоан біля 1090 р. поставив його в єпископи на Володимирську кафедру.
З Волині святитель Стефан приїжджав до Києва, відвідував Кловський монастир і був (а головне — щоб не пропустити перенесення мощей Феодосія з печери в Успенський собор) у Печерському монастирі під час відкриття мощей преподобного Феодосія в 1091 р.
Він відзначився багатьма добрими справами.

## Шанування
Упокоївся 27 квітня 1094 р. Похований у місті Володимирі. Пам'ять преподобного Стефана вшановується 10 травня (27 квітня за ст. ст.).